# Pangram Reșița
Pangram Reșița este o companie producătoare de paste făinoase din România.
Compania este controlată de firma italiană Foodco SPA, parte a Colussi Group Italia, care deține 95% din Pangram .
Pangram produce și comercializează pastele făinoase Monte Banato din anul 1994.
În același timp, firma este distribuitor național pentru produsele marca Mogyi (produse oleaginoase) și Bolero (sucuri) . Portofoliul mai include aperitive sărate Montebanato iar din anul 2007, brandurile Agnesi, Colussi, Misura, Sapori, precum și pastele din grâu dur Monte Banato .
Cifra de afaceri a companiei, pentru anul 2008, era estimată la 22 milioane Euro .